# Retanilla trinervia
Retanilla trinervia là một loài thực vật có hoa trong họ Táo. Loài này được (Gillies & Hook.) Hook. & Arn. miêu tả khoa học đầu tiên năm 1833.